# Quần đảo Desventuradas
Quần đảo Desventuradas, còn được gọi là Islas de los Desventurados, (tiếng Tây Ban Nha: Quần đảo bất hạnh) là một nhóm bốn hòn đảo nhỏ nằm cách 850 km (530 dặm) ngoài khơi bờ biển của Chile, phía tây bắc của Santiago ở Thái Bình Dương.
Thảm thực vật cằn cỗi bao gồm các loài cây bụi, và bụi cây xen lẫn với dương xỉ và các loại thảo mộc lâu năm. Không có nguồn nước ngọt thường trực trên đảo. Các loài chim là động vật có xương sống sống duy nhất ở cả hai hòn đảo, bao gồm 10 loài chim biển và 1 loài chim đất liền, một trong số đó đang bị đe dọa, các loài chim làm tổ trên đảo hoặc di cư ngang qua đảo.
Vì sự cô lập và khó khăn trong việc lui tới đảo, vì vậy không có con người định cư trên quần đảo này, nhưng hiện nay một hạm đội của Hải quân Chile đang đóng quân trên đảo Isla San Félix.

## Lịch sử
Các hòn đảo lần đầu tiên được phát hiện bởi  Juan Fernández vào ngày 6 tháng 11 năm 1574, trong chuyến hành trình từ Callao tới Valparaiso.
Năm 1579, Pedro Sarmiento de Gamboa đã viết: "Họ đã từng gọi các hòn đảo là St. Felix và St. Ambor". Tuy nhiên, tên của vị tử đạo Ambor (Nabor) đã bị nhầm lẫn với tên của giám mục Saint Ambrose (San Ambrosio)..
Có lẽ đây là một trong những hòn đảo mà thuyền trưởng John Davis đã đâm vào năm 1686, sau đó ông tiếp tục cuộc hành trình của mình, nhưng đã báo cáo nhầm vị trí xảy ra tai nạn.
Trong tháng 5 năm 1982, trong cuộc chiến tranh Falklands, chính phủ Chile cho phép RAF Nimrod MR2s bay trinh sát hàng hải xuất phát từ hòn đảo, thu thập thông tin về di chuyển của Hải quân Argentina

## Danh sách các hòn đảo và vị trí
Quần đảo Desventuradas, từ đông sang tây:
| San Ambrosio    | 3.1  | 479                 | 26°20′37″N 79°53′28″T / 26,34361°N 79,89111°T |
| San Felix group |      |                     |                                               |
| Islote González | 0.25 | 173                 | 26°18′36″N 80°05′6″T / 26,31°N 80,085°T       |
| San Félix       | 2    | Cerro Amarillo, 193 | 26°17′30″N 80°05′42″T / 26,29167°N 80,095°T   |
| Roca Catedral   | 0.01 | 53                  | 26°16′25″N 80°07′15″T / 26,27361°N 80,12083°T |
| Desventuradas   | 5.36 | 479                 |                                               |